# أبو محمد بن تافراجين
أبو محمد عبد الله بن تافراجين توفي في أوائل عام 766 هـ/ أكتوبر 1364 م  الحاجب أو الوزير والوصي على السلطان الحفصي أبي إسحاق إبراهيم بن أبي بكر. 

## جذوره وبدايته
ينحدر من عائلة موحدية ماجدة، أصيلة تينملل، وكان جدّه عضو مجلس الخمسين في عهد المهدي بن تومرت، استقرت عائلته بعد ذلك بتونس وجعلت نفسها في خدمة الدولة الحفصية، وبرز من بينها بعض القواد وحكام الأقاليم. أما هو فقد حظي بصداقة السلطان أبي ضربة محمد المستنصر، ثم منح لقب وزير في عهد أبو يحيى أبو بكر المتوكل الذي عينه شيخ الموحدين  وقد تحرك عام 744 هـ/1343 م ضد قائد الجيش ووزير الحرب في العهد الحفصي محمد بن علي اللخمي ، بما أدى إلى قتل هذا الوزير وهو ما فتح أمام ابن تافراجين المجال منذئذ ليقوم بدور رئيسي في العهد الحفصي لمدة حوالي عشرين سنة 

## نائب الملك
فضلا عن تقدمه في عهد السلطان أبي يحيى أبي بكر، كان أبو محمد ابن تافراجين الرجل القوي في عهد أبي إسحاق إبراهيم بن أبي بكر الذي حكم فيما بين عامي 1350 م و1364 م، حتى أنه نعت في معاهدة مع بيزا بتاريخ 1353م بأنه نائب الملك. وقال عنه ابن الشماع «وانتهى أمره إلى أن يسلم عليه سلام الملوك». وقد اتفق معاصروه على التنويه بمهارته السياسية إلا أن برنار برنشفيك شكك في ذلك حيث أن «المصلحة الشخصية والطموح وحب الذات والحرص على الأمن الذاتي، قد كانت دوما وأبدا هي الطاغية لديه على أي اعتبار آخر» ، ويضيف برانشفيك بأن «ميزته الحقيقية تتمثل في الانزواء عند هبوب العاصفة ثم الظهور بعد ذلك متمتعا بسلطة متزايدة». زوج ابنته إلى السلطان أبي إسحاق إبراهيم بن أبي بكر، وسمي ابنه من بعده ليضطلع بنفس الدور الذي اضطلع به أبوه غير أنه ما لبث أن فر بعد أن اختلف مع السلطان أبي إسحاق.

## وفاته
توفي أبو محمد عبد الله بن تافراجين  عام 1364م بتونس ودفن بمدرسته بقنطرة ابن ساكن داخل باب السويقة.

## إشارات مرجعية
1. 1 2 3 4 5 6 7 8 9  روبار برنشفيك، تاريخ إفريقية في العهد الحفصي، من القرن 13 إلى نهاية القرن 15، تعريب حمادي الساحلي، دار الغرب الإسلامي، بيروت، 1988، ج 1، ص 202 وما بعدها
2. ↑  ابن الشماع، الأدلة البينة النورانية في مفاخر الدولة الحفصية، تحقيق الطاهر المعموري، الدار العربية للكتاب، تونس، 1988، ص 101-105
3. ↑  نزهة الأنظار في عجائب التواريخ والأخبار | مجلد 1 | صفحة 584 | المقالة العاشرة في ذكر دولة بني حفص بأ.

م